# Houston (Mississippi)
Die Stadt Houston (mit dem Gemeindestatus „City“) ist neben Okolona einer von zwei Verwaltungssitzen des Chickasaw County im Norden des US-Bundesstaates Mississippi. Das U.S. Census Bureau hat bei der Volkszählung 2020 eine Einwohnerzahl von 3797 ermittelt.
Die Stadt ist nach dem aus Virginia stammenden Gouverneur von Tennessee und Texas, Sam Houston, benannt.

## Geografie
Houston liegt auf 33°53′53″ nördlicher Breite und 89°00′06″ westlicher Länge und erstreckt sich über 19,7 km². Unweit der Stadt entspringt mit dem Yalobusha River einer der beiden Quellflüsse des Yazoo River, eines linken Nebenflusses des Mississippi.
Benachbarte Orte von Houston sind New Houlka (18,8 km nördlich), Van Vleet (17,6 km nordöstlich), Trebloc (18,8 km ostsüdöstlich), Woodland (14,7 km südsüdwestlich) und Vardaman (16,8 km westsüdwestlich). 
Die nächstgelegenen größeren Städte sind Memphis in Tennessee (200 km nordwestlich), Birmingham in Alabama (251 km östlich) und Mississippis Hauptstadt Jackson (235 km südwestlich).

## Verkehr
In Houston treffen die Mississippi Highways 8, 15 und 389 zusammen. Alle weiteren Straßen sind untergeordnete teils unbefestigte Fahrwege sowie innerörtliche Straßen.
Im südwestlichen Stadtgebiet von Houston befindet sich mit dem Houston Municipal Airport ein kleiner Regionalflughafen. Die nächstgelegenen Großflughäfen sind der Memphis International Airport (185 km nordwestlich) und der Jackson-Evers International Airport (240 km südwestlich).

## Demografische Daten
Nach der Volkszählung im Jahr 2010 lebten in Houston 3623 Menschen in 1380 Haushalten. Die Bevölkerungsdichte betrug 184,8 Einwohner pro Quadratkilometer. In den 1380 Haushalten lebten statistisch je 2,58 Personen. 
Ethnisch betrachtet setzte sich die Bevölkerung zusammen aus 51,0 Prozent Weißen, 41,4 Prozent Afroamerikanern, 0,1 Prozent amerikanischen Ureinwohnern, 0,7 Prozent Asiaten sowie 5,3 Prozent aus anderen ethnischen Gruppen; 1,4 Prozent stammten von zwei oder mehr Ethnien ab. Unabhängig von der ethnischen Zugehörigkeit waren 7,2 Prozent der Bevölkerung spanischer oder lateinamerikanischer Abstammung. 
29,5 Prozent der Bevölkerung waren unter 18 Jahre alt, 54,7 Prozent waren zwischen 18 und 64 und 15,8 Prozent waren 65 Jahre oder älter. 55,4 Prozent der Bevölkerung war weiblich.

Das mittlere jährliche Einkommen eines Haushalts lag bei 25.560 USD. Das Pro-Kopf-Einkommen betrug 14.844 USD. 29,2 Prozent der Einwohner lebten unterhalb der Armutsgrenze.

## Söhne und Töchter der Stadt
- David R. Bowen (* 1932), Politiker und Vertreter von Mississippi im US-Repräsentantenhaus
- Howard Waldrop (1946–2024), Science-Fiction-Schriftsteller
- Chris Jones (* 1994), American-Football-Spieler